# Missa Solemnis (Beethoven)

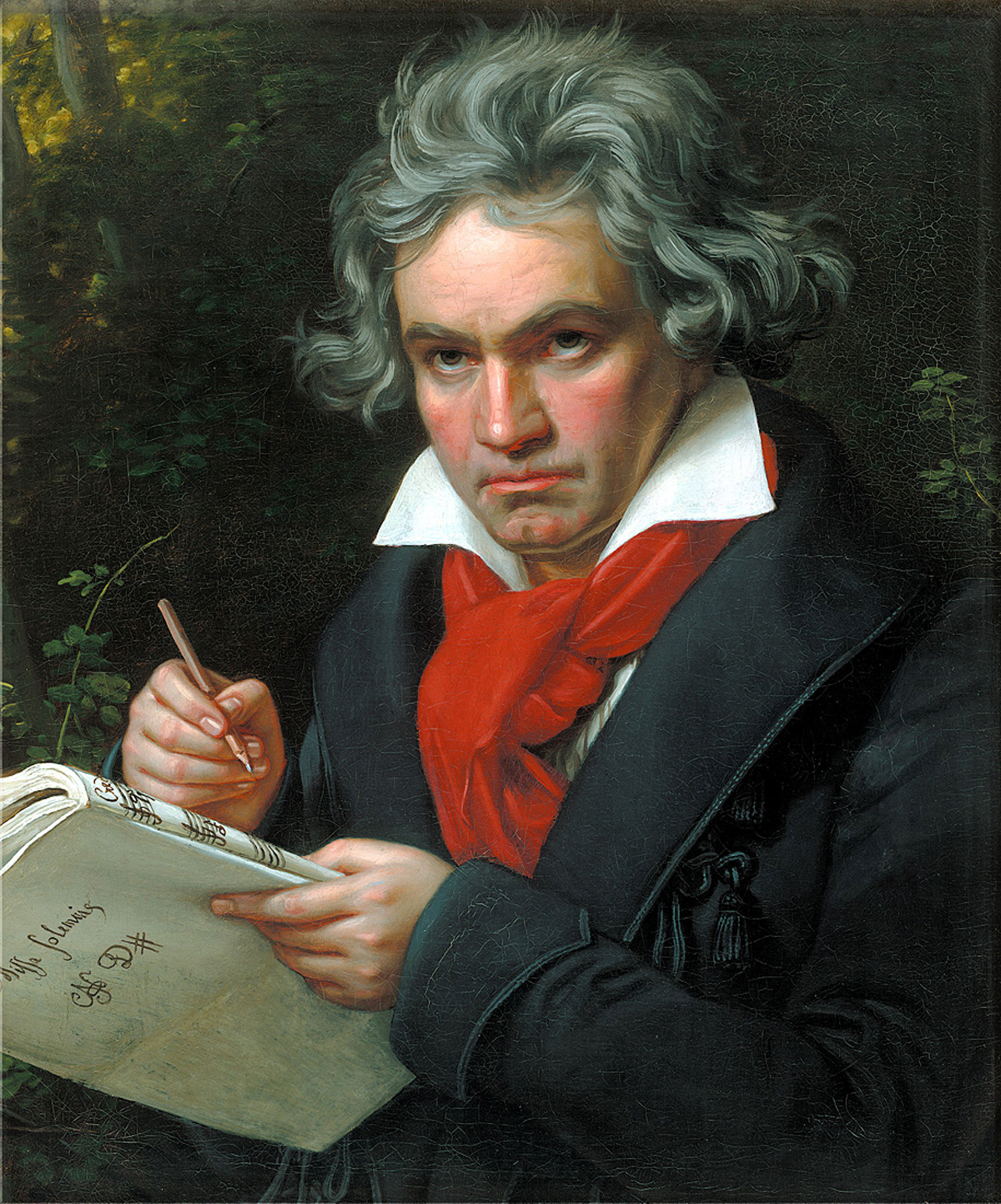
Neste famoso retrato de Beethoven pintado por Joseph Karl Stieler, o compositor escreve a Missa Solemnis em ré maior.

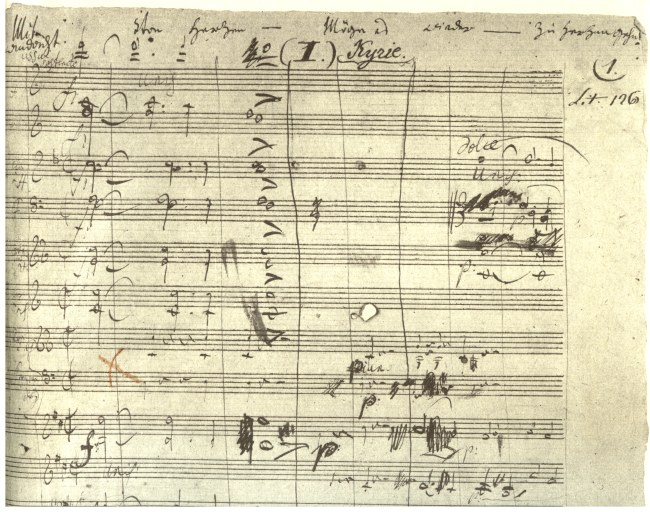
Detalhe da página autógrafa do Kyrie

A Missa solemnis (Missa solene) em ré maior, Op. 123 é uma missa composta por Ludwig van Beethoven no período 1819-1823. Estreada em 7 de abril de 1824 em São Petersburgo, é geralmente considerada uma das obras supremas de Beethoven e uma das mais importantes missas do repertório ocidental.
A Missa Solemnis é a segunda missa de Beethoven e sua maior obra sacra. O compositor já entretinha a ideia de escrever uma nova missa em 1818, tentando aperfeiçoar seu domínio da prosódia latina e estudando composições de outros autores na biblioteca musical dos seus patronos o arquiduque Rodolfo e o príncipe Lobwokitz, mas a composição começou efetivamente em 1819, após saber que o arquiduque Rodolfo havia sido criado cardeal e seria instalado como arcebispo de Olmütz, e a ele a obra foi dedicada em seu término em 1823. Nem o autor nem o recipiente da dedicatória chegariam a ver uma apresentação completa. A primeira audição ocorreu em São Petersburgo em 24 de março de 1824, sob os auspícios do patrono de Beethoven, o príncipe Nikolai Galitzin, e a primeira em Viena se deu em 5 de maio do mesmo ano, mas ali só foram apresentados o Kyrie, o Credo e o Agnus Dei, tendo o compositor na regência. Foi publicada em 1827 pela editora Schott de Mainz, e novas apresentações foram organizadas somente após a morte do artista, em 1830 (Warnsdorf), 1839 (Dresden e Londres) e 1845 (Bonn).
Obra de grande complexidade, difícil de ser executada, com um estilo arcaizante e um impacto dramático que desviavam das convenções mais aceitas na época para a composição de missas, embora tivesse defensores, foi recebida em geral com certa perplexidade pelo público e pela crítica, assim como ocorreu com outras peças do seu último período compositivo. Os primeiros críticos geralmente assinalaram sua monumentalidade, mas não aprofundaram a análise do seu processo compositivo, sua substância musical e seu impacto. Permaneceu relativamente pouco estudada e compreendida até a década de 1970, quando começaram a aparecer vários trabalhos de crítica estética e musicologia, aproveitado especialmente a publicação de um caderno de rascunhos para a obra que até então permanecera pouco conhecido.
O autor a considerava sua melhor composição, mas nunca se tornou uma obra realmente popular entre o grande público, sendo raramente executada, e ainda subsiste considerável polêmica e dificuldade em sua análise, mas a despeito das discordâncias é reconhecida pelos especialistas como uma de suas maiores obras-primas e um ponto de virada no desenvolvimento de seu processo compositivo, além de ser vista em geral como a suma da expressão de sua própria religiosidade pouco convencional e pouco afeita ao cerimonial. Ela muitas vezes é estudada em relação à Nona Sinfonia, escrita na mesma época, que no movimento final com coro faz diversas alusões à missa em termos de motivos, estilo, sonoridades e da maneira como usa as forças vocais.
A partitura indica a seguinte composição orquestral: 2 flautas; 2 oboés, 2 clarinetes (em lá, dó, e si♭); 2 fagotes; 1 contrafagote; 4 trompas (em ré, mi♭, si♭ baixo, mi, e sol); 2 trompetes (em ré, si♭ e dó); trombone alto, tenor, e baixo; tímpano; órgão contínuo; cordas: (violinos I e II, violas, violoncelos, e contrabaixos); solistas vocais soprano, alto, tenor, e baixo; e coro com secções de sopranos, altos, tenores e baixos.